# Eupithecia subtilialis
Eupithecia subtilialis är en fjärilsart som beskrevs av William Schaus 1913. Eupithecia subtilialis ingår i släktet Eupithecia och familjen mätare. Inga underarter finns listade i Catalogue of Life.